# Биомеханика динозавров
Биомеханика динозавров — направление биофизических исследований, целью которого является определение физических характеристик вымерших мезозойских рептилий, способы их передвижения, физические аспекты функционирования физиологических систем. Источником информации для этих исследований являются палеонтологические находки костных останков, отпечатков следов динозавров, а также физические аналогии с ныне живущими представителями животного мира.
К исследованиям в области биомеханики динозавров тесно примыкают исследования живших в более позднее время вымерших гигантских млекопитающих и птиц.

## Масса динозавров
Масса животного — одна из важнейших биомеханических характеристик, знание которой является отправной точкой для исследования образа жизни и способа передвижения животного. В настоящее время существуют два основных метода определения массы вымерших животных — по объёмным моделям и по поперечных размерам костей конечностей.

### Определение массы по объёмным моделям
Исследование ископаемых скелетов позволяет достаточно точно судить о размерах и внешнем виде вымерших животных. Размеры костей с учётом суставных зазоров, которые берутся по аналогии с современными животными, дают размеры тела. Величина костных гребней, предназначенных для прикрепления сухожилий, дают силу и массу мышц. Для некоторых видов динозавров созданы объёмные модели. Так, коммерчески доступны пластиковые модели в масштабе 1:40, распространяемые Лондонским музеем естественной истории (Natural History Museum, London).
Пусть объём модели, измеренный, например, погружением модели в жидкость, составляет Vm,  масштабный коэффициент — k, средняя плотность животного — ρ. Тогда массу животного, послужившего прототипом для модели, можно вычислить по формуле
{\displaystyle M=\rho V_{m}k^{3}.}
Среднюю плотность животного можно принять примерно равной плотности воды, то есть 1000 кг/м3.
Например, для модели брахиозавра масштаба 1:40 объёмом 728 см3 (728·10−6 м3) получим
M = 1000 · 728 · 10—6 · 403 = 46 592 кг = 46,6 т.

### Определение массы по толщине опорных костей
Как показывают замеры, проведённые на ныне живущих видах, масса животного и толщина опорных костей (плечевой и бедренной кости для четвероногих, бедренной кости для двуногих) связаны примерным соотношением
{\displaystyle M=8,4\cdot 10^{-5}(C_{h}+C_{f})^{2,73},}
где M — масса в кг, Ch  и Cf — окружность в мм плечевой и бедренной костей соответственно (берётся окружность одной кости примерно в середине её длины).
Полагая, что вымершие рептилии укладываются в эту закономерность, можно по размерам костей оценить массу динозавра.
Например, если для брахиозавра окружность плечевой и бедренной костей составляет соответственно 654 и 730 мм, оценка его массы составит примерно
M = 8,4 · 10—5 (654 + 730)2,73 = 30 088 кг = 30,1 т.

### Масса различных видов динозавров
Масса (в тоннах) некоторых динозавров
| Виды динозавров           | Источник информации | Источник информации | Источник информации |
| Виды динозавров           | Кольбер             | Александер          | Андерсон            |
| Год                       | 1962                | 1985                | 1985                |
| Способ                    | По модели           | По модели           | По костям           |
| ------------------------- | ------------------- | ------------------- | ------------------- |
| Тероподы                  |                     |                     |                     |
| Allosaurus fragilis       | 2,3                 |                     | 1,4                 |
| Tyrannosaurus rex         | 7,7                 | 7,4                 | 4,5                 |
| Завроподы                 |                     |                     |                     |
| Diplodocus carnegiei      | 11,7                | 18,5                | 5,8                 |
| Apatosaurus louisae       | 33,5                |                     | 37,5                |
| Brachiosaurus brancai     | 87,0                | 46,6                | 31,6                |
| Орнитоподы                |                     |                     |                     |
| Iguanodon hernissartensis | 5,0                 | 5,4                 |                     |
| Anatosaurus copei         | 3,4                 |                     | 4,0                 |
| Стегозавры                |                     |                     |                     |
| Stegosaurus ungulatus     | 2,0                 | 3,1                 |                     |
| Цератопсы                 |                     |                     |                     |
| Styracosaurus alhertensis | 4,1                 | 4,1                 |                     |
| Triceratops prorsus       | 9,4                 |                     |                     |

## Давление на грунт
Давление динозавра на грунт можно оценить как отношение его массы на площадь опорных поверхностей, то есть ступней ног. Площадь опорных поверхностей  можно измерить непосредственно по следам динозавров, которые к настоящему времени найдены в больших количествах в юрских и меловых геологических отложениях. Сравнивая форму отпечатка с формой скелета  конечностей различных динозавров, можно определить видовую принадлежность тех или иных следов, а также найти соотношение между площадью следа и линейными размерами костей.
Давление на грунт для некоторых видов динозавров и современных животных
| Вид                  | Масса M, т | Опорная поверхность S, м2 | Давление P = Mg/S, кH/м2 | Mg/S1,5, кH/м3 |
| -------------------- | ---------- | ------------------------- | ------------------------ | -------------- |
| Апатозавр            | 35         | 1,2                       | 290                      | 270            |
| Тираннозавр          | 7          | 0,6                       | 120                      | 150            |
| Игуанодон            | 5          | 1,4                       | 120                      | 190            |
| Африканский слон     | 4,5        | 0,6                       | 70                       | 90             |
| Крупный рогатый скот | 0,6        | 0,04                      | 150                      | 740            |
| Человек              | 0,07       | 0,035                     | 20                       | 110            |

Для сравнения следует отметить, что современные танки, масса которых примерно соответствует массе самых крупных динозавров, создают давление на грунт примерно 200—270 кH/м2, при этом давление на грунт при движении танка остаётся примерно постоянным, тогда как динозавры, перемещавшие массу тела с одной ноги на другую, создавали при ходьбе как минимум вдвое большее давление, чем указано в таблице. Например, у апатозавра пиковое давление на грунт могло достигать 580 кH/м2 и более. Давление на грунт характеризует риск для животного или техники увязнуть во влажном грунте.
В таблице также указано значение величины Mg/S1,5. Считается, что эта величина характеризует риск увязнуть в сухом песке.

## Скорость передвижения
Палеонтологические находки следов динозавров позволяют оценить скорости их передвижения. Принцип расчёта основан на зависимости скорости передвижения от длины шага. Большей длине шага соответствует большая скорость. Следует учитывать, однако, что при одинаковой скорости передвижения животные разных размеров делают шаги разной длины. Чтобы учесть это, в расчётах используют относительную длину шага L*, которая равна отношению абсолютной длины шага L к длине конечности Ll.
{\displaystyle L^{*}={\frac {L}{L_{l}}}.}
Под длиной шага понимают расстояние между двумя последовательными отпечатками одной и той же ноги. То есть, по обыденным понятиям это соответствует двум шагам. Под длиной конечности понимают высоту тазобедренного сустава на землёй в нормальной стойке.
Кроме того, следует учитывать, что даже делая шаги одинаковой относительной длины, животные развивают разную скорость. Однако установлено, что при этом оказывается одинаковой относительная скорость, которая определяется выражением
{\displaystyle V^{*}={\frac {V}{\sqrt {L_{l}\cdot g}}},}
где V — абсолютная скорость в м/с; g — ускорение свободного падения, равное 9,8 м/с2.
Расчёты показывают, что для разных видов млекопитающих и птиц относительная скорость пропорциональна относительной длине шага с коэффициентом пропорциональности около 0,65.
{\displaystyle V^{*}=0,65L^{*}}
или
{\displaystyle V=0,65L{\sqrt {\frac {g}{L_{l}}}}={\frac {2,03L}{\sqrt {L_{l}}}}.}
Например, если спринтер пробегает стометровку за 10 секунд, делая при этом 45 шагов, длина двойного шага составляет 4,5 м, длина ноги при росте 1,8 м — примерно 0,9 м. Относительная длина шага L* = 4,5/0,9 = 5, откуда относительная скорость V* = 0,65 · 5 = 3,25. Соответствующая абсолютная скорость V = 9,65 м/с, что очень близко к реальной средней скорости, равной  10 м/с.
Оценка скорости передвижения динозавров по ископаемым следам
| Динозавры              | Оценка длины ноги, м | Оценка скорости, м/с |
| ---------------------- | -------------------- | -------------------- |
| Следы в Дэвенпорт-Рэнч |                      |                      |
| Большие тероподы       | 2,0                  | 2,2                  |
| Малые тероподы         | 1,0                  | 3,6                  |
| Большие завроподы      | 3,0                  | 1,0                  |
| Малые завроподы        | 1,5                  | 1,1                  |
| Следы в Винтоне        |                      |                      |
| Большие тероподы       | 2,6                  | 2,0                  |
| Малые тероподы         | 0,13–0,22            | 3,0–3,5              |
| Орнитоподы             | 0,14–1,6             | 4,3–4,8              |

Самая большая скорость передвижения динозавров зафиксирована по следам, найденным в Техасе и составляет 12 м/с (43 км/ч). Следы принадлежали двум тероподам с длиной стопы 29 и 38 см, масса большего из них оценивается в 600 кг.

## Подвижность
Ископаемые следы, как правило, отражают передвижение динозавров в спокойном состоянии. Отдельный интерес представляет способность динозавров к быстрому бегу в экстремальной ситуации, прыжкам, резкому маневрированию. Обо всём этом можно косвенно судить по прочности костей к динамическим нагрузкам.
Прочность кости по отношению к изгибающим напряжениям можно охарактеризовать величиной
{\displaystyle A={\frac {Z}{Mx}},}
где M — масса животного, x — длина кости, Z — статический момент сечения кости, характеризующий, насколько эффективно кость в данном сечении сопротивляются изгибающим усилиям. В числе прочего эта величина зависит от поперечного сечения кости, от толщины кости в плоскости изгиба, а также от формы сечения. Например, полая труба лучше сопротивляется изгибу, чем сплошной стержень с той же площадью сечения.
Для круглого сечения статический момент вычисляется как
{\displaystyle Z={\frac {\pi R^{3}}{4}},}
где R — радиус сечения кости. Для сечения овальной формы формула принимает вид
{\displaystyle Z={\frac {\pi a^{2}b}{4}},}
где a — полутолщина кости в плоскости изгиба, b — полутолщина в направлении, перпендикулярном плоскости изгиба.
Величина Z/Mx для костей ног некоторых динозавров и современных животных
| Животные         | Масса, т     | Величина Z/Mx, м2/ГН | Величина Z/Mx, м2/ГН   | Величина Z/Mx, м2/ГН |
| Животные         | Масса, т     | Бедренная кость      | Большая берцовая кость | Плечевая кость       |
| Четвероногие     | Четвероногие | Четвероногие         | Четвероногие           | Четвероногие         |
| ---------------- | ------------ | -------------------- | ---------------------- | -------------------- |
| Африканский слон | 2,5          | 7                    | 9                      | 11                   |
| Буйвол           | 0,5          | 22                   | 27                     | 21                   |
| Диплодоки        | 12–19        | 3–5                  |                        |                      |
| Апатозавр        | 34           | 9                    | 6                      | 14                   |
| Трицератопс      | 6–9          | 15–21                |                        | 12–20                |
| Двуногие         |              |                      |                        |                      |
| Страус           | 0,04         | 44                   | 18                     |                      |
| Человек          | 0,06         | 15                   | 15                     |                      |
| Тираннозавр      | 8            | 9                    |                        |                      |

Самое крупное современное животное, способное передвигаться галопом — белый носорог, достигающий массы 3 тонн. Слон не может ни галопировать, ни прыгать, он передвигается своеобразной походкой, сходной с иноходью. Можно предположить, что прыгать и передвигаться галопом могут животные, у которых отношение Z/Mx превышает 10. Из крупных динозавров, представленных в таблице, к таким относится трицератопс. У диплодока отношение Z/Mx в 2–3 раза меньше предельного, поэтому предположительно он мог передвигаться только шагом. У тираннозавра, который по величине Z/Mx примерно соответствует слону, способность к быстрому бегу и прыжкам находится под вопросом. Однако сравнение двуногого тираннозавра с четвероногим слоном может оказаться некорректным. По сравнению с самыми крупными современными двуногими, человеком и страусом, отношение Z/Mx тираннозавра значительно ниже.